# Никифор (митрополит Астраханский)
Митрополи́т Ники́фор (ум. 28 октября (7 ноября) 1682) — епископ Русской православной церкви, митрополит Астраханский и Терский.

## Биография
С февраля 1680 года — игумен Московского Новинского Введенского монастыря на Пресне.
В 1681 году переведен в Московский Спасо-Андроников монастырь архимандритом.
26 июня 1681 года хиротонисан во епископа Астраханского и Терского с возведением в сан митрополита. Ко времени епископской хиротонии был уже в преклонных годах. «Сей Преосвященный Никифор, — замечает летописец, — по старости питался одним киселем с сытою и молоком, ибо зубов не имел».
После рукоположения долго прожил в Москве, где присутствовал на соборе об уничтожении местничества, на погребении Царя Феодора Алексеевича и венчании Царей Петра и Иоанна Алексеевичей, занимая второе между митрополитами место.
Из письма митрополита Никифора, которое он писал в Астрахань к казначею архиерейского дома, видно, что он почти до самой кончины в Астрахани не бывал, а скончался или на пути или тотчас по прибытии в Астрахань — 28 октября 1682 года. Похоронен в нижней церкви Успенского собора Астрахани.